# Большие Антильские острова
Больши́е Анти́льские острова́ (англ. Greater Antilles, фр. Grandes Antilles, исп. Antillas Mayores) — несколько крупных островов Карибского моря, которые входят в группу островов, известную как Вест-Индия. По расположению и размеру острова Вест-Индии разделены на Багамские острова, Малые Антильские острова и Большие Антильские острова. Последние две группы вместе являются архипелагом Антильских островов.

## География
В группу Больших Антильских островов входят Куба, Ямайка, Гаити и Пуэрто-Рико.
| Остров            | Площадь, км² | Население, чел. (2009) | Плотность, чел./км² | Страна                                      |
| ----------------- | ------------ | ---------------------- | ------------------- | ------------------------------------------- |
| Куба              | 110 860      | 11 242 621             | 101,41              | Куба                                        |
| Гаити             | 76 480       | 19 890 000             | 260,07              | Доминиканская Республика и Республика Гаити |
| Ямайка            | 10 991       | 2 735 520              | 248,89              | Ямайка                                      |
| Каймановы острова | 264          | 54 878                 | 207,87              | Каймановы острова (Великобритания)          |
| Пуэрто-Рико       | 9104         | 3 994 259              | 438,74              | Пуэрто-Рико (США)                           |
| Всего             | 207 435      | 37 862 400             | 182,53              |                                             |

Большие Антильские острова

В отличие от Малых, Большие Антильские острова имеют материковое происхождение, тогда как первые в основном вулканическое либо коралловое.
Самые высокие вершины островов: Сиерра-Маэстра (2375 м) и Сиерра-дель-Кобре (2119 м) на Кубе и Голубые горы (2370 м) на Ямайке.
Самая высокая вершина островов Карибского моря — Пико-Дуарте (Pico Duarte) на острове Гаити, в Доминиканской республике (3087 м).

## История
По языку, близости и традиции Большие Антильские острова рассматриваются частью Латинской Америки. Были открыты Христофором Колумбом в 1492 году.
Большие Антильские острова всегда имели важное стратегическое значение как ворота в Америку и во времена, когда военно-морская мощь являлась определяющей в стратегии государства, они были полями битвы для нескольких имперских держав, главным образом Испании, Франции и Великобритании.